# Jan Stefani
Jan Stefani (Praga, 1747 – Varsavia, 24 febbraio 1829) è stato un compositore polacco.

## Biografia
Stefani lavorò come maestro di cappella a Praga e in seguito è diventato violinista nell'orchestra di corte viennese. Nel 1771 divenne il maestro di concerto dell'ultimo re polacco Stanislao II Augusto. Dopo la sua abdicazione nel 1795, divenne maestro di cappella dell'Opera di Varsavia.
Compose oratori, messe, musica per fiati, polacche e undici opere. La prima,  I Cracoviti e gli abitanti delle montagne (titolo originale completo: Cud mniemany, czyli Krakowiacy i Górale), fu eseguita più di duecento volte. Anche il figlio Józef Stefani era noto come compositore.